# Мірея Лалагуна
Мірея Лалагуна Ройо (ісп. Mireia Lalaguna Royo; нар. 21 листопада 1992, Сант-Феліу-де-Льобрегат, Барселона, Іспанія) — іспанська акторка, модель і королева краси Міс Світу Іспанія 2015, а в грудні того ж року виграла Міс Світу 2015 в Сан'ї. Вона є першою Міс Світу з Іспанії.
Мірея здобула освіту фармації в Університеті Копенгагена у Данії.[джерело?]

## Перемоги

### Miss Atlántico Internacional 2014
2014 року Мірея була коронована як «Miss Atlántico Internacional 2014» після того, як вона перемогла у конкурсі Лорену Ромазо.

### Міс Світу Іспанія 2015
18 червня 2015 року здобула титул «Міс Барселона 2015». Також Мірея була коронована як «Міс Світу Іспанія 2015» 24 жовтня 2015 року у Малазі, Іспанія.

### Міс Світу 2015
Мірея представляла Іспанію на конкурсі «Міс Світу 2015», який проходив у місті Сан'я, Китай, де вона перемогла. Була коронована 19 грудня 2015 року і таким чином вперше представниця Іспанії виграла корону «Міс Світу». Це стало другою перемогою Іспанії на великому глобальному конкурсу після перемоги Ампаро Муньос на «Міс Всесвіт 1974».